# Метропольный город Милан
Метропо́льный го́род Мила́н (итал. Città metropolitana di Milano, ломб. Cità metropolitana de Milan) — территориальная единица в области Ломбардия в Италии. Возник 1 января 2015 года на месте бывшей одноимённой провинции.
С населением 3 279 944 человек находится на втором месте по численности среди метропольных городов после Рима.
Центр территориальной единицы находится в собственно городе Милан.

## География
Метрополитенский город граничит на севере с провинциями Варесе и Монца-э-Брианца, на востоке с Бергамо, на юго-востоке с Кремона и Лоди, на юго-западе с Павия и на западе — с провинцией Новара.
В состав метрополии входит также эксклав — коммуна Сан-Коломбано-аль-Ламбро, расположенная между провинциями Лоди и Павия.

## Коммуны
В метропольный город входят 133 коммуны:
- Аббиатеграссо
- Альбайрате
- Арезе
- Арконате
- Арлуно
- Ассаго
- Базиано
- Базильо
- Баранцате
- Бареджо
- Безате
- Беллинцаго-Ломбардо
- Бернате-Тичино
- Бинаско
- Боллате
- Боффалора-сопра-Тичино
- Брессо
- Буббьяно
- Бускате
- Буссеро
- Бусто-Гарольфо
- Буччинаско
- Ванцагелло
- Ванцаго
- Ваприо-д’Адда
- Вермеццо
- Вернате
- Вилла-Кортезе
- Вимодроне
- Виньяте
- Виттуоне
- Виццоло-Предабисси
- Гаджано
- Гарбаньяте-Миланезе
- Горгондзола
- Греццаго
- Гудо-Висконти
- Дайраго
- Джессате
- Дзибидо-Сан-Джакомо
- Дрезано
- Инверуно
- Инцаго
- Казариле
- Казореццо
- Кальвиньяско
- Камбьяго
- Канеграте
- Карпиано
- Каругате
- Кассано-д’Адда
- Кассина-де-Пекки
- Кассинетта-ди-Луганьяно
- Кастано-Примо
- Колоньо-Монцезе
- Кольтурано
- Корбетта
- Кормано
- Корнаредо
- Корсико
- Куджоно
- Кузаго
- Кузано-Миланино
- Лайнате
- Лаккьярелла
- Леньяно
- Лискате
- Локате-ди-Триульци
- Маджента
- Мазате
- Маньяго
- Маркалло-кон-Казоне
- Медилья
- Мезеро
- Меленьяно
- Мельцо
- Милан
- Моримондо
- Мотта-Висконти
- Нервьяно
- Новате-Миланезе
- Новильо
- Нозате
- Одзеро
- Опера
- Оссона
- Падерно-Дуньяно
- Пантильяте
- Парабьяго
- Паулло
- Перо
- Пескьера-Борромео
- Пессано-кон-Борнаго
- Польяно-Миланезе
- Поццо-д’Адда
- Поццуоло-Мартезана
- Преньяна-Миланезе
- Пьеве-Эмануэле
- Пьольтелло
- Рескальдина
- Ро
- Робеккетто-кон-Индуно
- Робекко-суль-Навильо
- Родано
- Розате
- Роццано
- Сан-Витторе-Олона
- Сан-Джорджо-су-Леньяно
- Сан-Джулиано-Миланезе
- Сан-Дзеноне-аль-Ламбро
- Сан-Донато-Миланезе
- Сан-Коломбано-аль-Ламбро
- Санто-Стефано-Тичино
- Сеграте
- Седриано
- Сенаго
- Сесто-Сан-Джованни
- Сеттала
- Сеттимо-Миланезе
- Соларо
- Треццано-Роза
- Треццано-суль-Навильо
- Треццо-суль-Адда
- Трибьяно
- Труккаццано
- Турбиго
- Чезано-Босконе
- Чезате
- Чернуско-суль-Навильо
- Черро-аль-Ламбро
- Черро-Маджоре
- Чизлиано
- Чинизелло-Бальсамо

## Природа
На территории метропольного города находятся региональные парки:
- Парк Адда Норд
- Сельскохозяйственный парк Юг Милана
- Парк север Милана
- Региональный парк долины реки Ламбро
- Природный парк долины реки Тичино

## Спорт
Милан известен двумя своими футбольными командами Милан и Интер, играющими на стадионе Сан Сиро.